# Tronville
Tronville é uma comuna francesa na região administrativa de Grande Leste, no departamento de Meurthe-et-Moselle. Estende-se por uma área de 7 km². Em 2010 a comuna tinha 203 habitantes (densidade: 29 hab./km²).